# Glossanodon danieli
Glossanodon danieli és una espècie de peix pertanyent a la família dels argentínids.

## Descripció
- Pot arribar a fer 12,3 cm de llargària màxima.
- Nombre de vèrtebres: 55-57.
- 11-12 radis tous a l'aleta dorsal i 12-14 a l'anal.[5][6]

## Hàbitat
És un peix marí i batidemersal que viu entre 310 i 420 m de fondària.

## Distribució geogràfica
Es troba al Pacífic sud-oriental: Xile.

## Observacions
És inofensiu per als humans.